# 코스모스 1호
코스모스 1호는 소련의 우주 발사체이다. R-14 IRBM을 우주 로켓으로 개조한 것이다.

## 역사
1964년 8월 18일 최초 발사를 했으며, 1965년 12월 28일까지 모두 8회를 발사하고 퇴역했다. 모두 카자흐스탄 바이코누르 우주 기지에서 발사되었다.
최신 버전은 코스모스-3M인데, 코스모스 1호와 1단, 2단의 추력이 같다. 2010년 마지막 발사를 하고 퇴역했다. 러시아는 코스모스-3M를 퇴역시키고, 안가라 1.1를 대신 발사할 계획이었는데, 도중에 소련이 멸망하면서, 개발예산 부족으로 힘들어했다. 전세계에 공동개발을 제안했지만 모두 거부했고, 한국이 공동개발에 합의, 안가라 1.1을 나로호라고 부른다. 즉 코스모스 1호=코스모스-3M=나로호이다.

## 1.5톤
러시아가 왜 1.5톤에 집착했는지는 알 수 없지만, 세계 최초의 우주 로켓인 스푸트니크 로켓, 폴료트, 코스모스 1호, 코스모스 2호, 코스모스 3호, 코스모스-3M 등이 모두 1.3-1.5톤의 지구 저궤도 인공위성을 발사하기 위해 개발되었다.
코스모스 로켓을 개발한 곳은 우크라이나 유즈노예 설계국과 폴료트 기계국이다. 구소련이 붕괴하고 우크라이나가 친미 노선을 발표하면서 유즈노예와 폴료트는 결별하게 되었는데, 폴료트 기계국은 현재 흐루니체프의 계열사이다.
북한은 코스모스 1호와 거의 비슷한 은하 로켓을 여러차례 발사했고, 한국은 흐루니체프에서 나로호를 기술이전 받았으며, 유즈노예에서 누리호를 기술이전 받았다. 한마디로 남북한이 동시에 코스모스 1호를 러시아쪽에서 기술도입했다.
나로호는 원래 안가라 로켓 계열의 안가라 1.1인데, 안가라 1.1은 2톤의 지구 저궤도 인공위성을 발사하기 위해 개발되었다. 즉, 코스모스 계열과 너무나도 비슷한 목표, 1.3-2톤의 위성발사능력을 위해 개발된 최신 로켓이다. 러시아는 코스모스-3M, 싸이클론 1호, 싸이클론 2호, 싸이클론 3호를 안가라 1.1, 안가라 1.2로 대체할 계획이다. 즉, 러시아는 코스모스 1호를 북한의 은하 로켓으로 팔았고, 코스모스 최신형인 안가라 1.1을 한국의 나로호로 팔았다.
소련 미사일들의 탄두중량은 다음과 같다. 보통 1-2톤 정도 된다.
- R-1 1000 kg
- R-2 1500 kg
- R-5 1350 kg
- R-11 600 kg
- R-7 3700 kg
- R-9 1650 kg
- R-12 1630 kg
- R-14 2100 kg
- R-16 1475 kg

## 북한
북한은 은하 로켓을 여러번 발사했는데, 코스모스는 우주이지 은하는 아니지만, 여하튼, 그 은하 로켓이 코스모스 로켓과 매우 유사하다.
최근 화성 15호를 발사해서 세계를 놀라게 했는데, 1단 추력이 은하로켓과 동일한 150-170톤이다. 은하 로켓은 코스모스 1호처럼 1단 노즐이 4개인데, 화성 15호는 노즐이 2개이다. 그런데, 하필 화성 15형의 노즐 1개가 한국 누리호 1단 노즐 1개와 추력이 같다. 둘 다 러시아쪽에서 기술도입한 것이다.

## 같이 보기
- 코스모스-3M
- 은하 3호 - 북한판 코스모스
- 시모르그 로켓 - 이란판 코스모스